# Excipularia fusispora
Excipularia fusispora är en svampart som först beskrevs av Berk. & Broome, och fick sitt nu gällande namn av Pier Andrea Saccardo 1884. Excipularia fusispora ingår i släktet Excipularia, divisionen sporsäcksvampar och riket svampar.   Inga underarter finns listade i Catalogue of Life.